# Tetrix fuhaiensis
Tetrix fuhaiensis is een rechtvleugelig insect uit de familie doornsprinkhanen (Tetrigidae). De wetenschappelijke naam van deze soort is voor het eerst geldig gepubliceerd in 2006 door Zheng, Zhang, Yang & Wang.